# Badagaon
Badagaon es una localidad de la India en el distrito de Tikamgarh, estado de Madhya Pradesh.

## Geografía
Se encuentra a una altitud de 336 m s. n. m. a 284 km de la capital estatal, Bhopal, en la zona horaria UTC +5:30.

## Demografía
Según estimación 2010 contaba con una población de 8 143 habitantes.